# Ԍ
Ԍ (minuskule: ԍ) je v současné době již nepoužívané písmeno cyrilice. Bylo používáno mezi roky 1920 a 1930 pro zápis jazyka komi (Molodcovova azbuka). Písmeno je podobné písmenu G v latince.